# Kísértetek vonata
Kísértetek vonata è un film del 1933 diretto da Lajos Lázár, adattamento per lo schermo del lavoro teatrale di Arnold Ridley.  Era già stato portato sullo schermo nel 1927 da una co-produzione della britannica Gainsborough Pictures e della tedesca UFA con il film Der Geisterzug di Géza von Bolváry, prima di una serie di numerose versioni cinematografiche.

## Produzione
Il film fu prodotto dalla City Film Rt. Nello stesso anno, il 1933, venne prodotta una versione rumena di  The Ghost Train dal titolo Trenul fantoma diretto da Jean Mihail, film per cui il regista Lajos Lázár firmò le scenografie.

## Distribuzione
Venne distribuito dalla Hungaria Pictures. Venne presentato in prima a Budapest al Royal Apolló il 12 aprile 1933.